# Dvija
Il termine sanscrito Dvija (devanāgarī: द्विज; lett. "Nato due volte") indica, in qualità di sostantivo maschile, un uomo appartenente a uno dei primi tre varṇa del sistema castale indiano (quindi brāhmaṇa, kshatriya e vaishya), il quale è stato iniziato nello Upanayana e quindi ha ottenuto lo yajñopavīta, il "cordone sacro".
Nella tradizione hindū, solo agli dvija è consentito lo studio del Veda, ovvero delle Śruti.